# 親日反民族行為者財産の国家帰属に関する特別法
親日反民族行為者財産の国家帰属に関する特別法（しんにちはんみんぞくこういしゃざいさんのこっかきぞくにかんするとくべつほう）とは、大韓民国の法律の一つ。2005年にウリ党の崔龍圭、民主労働党の魯会燦など与野党169人の議員が国会に提出し、12月8日に可決、同月29日に公布された。大統領直属の国家機関として親日反民族行為者財産調査委員会を設置し親日であった反民族行為者の財産を選定して国家に帰属することとしている。

## 法の目的
この特別法の目的は盧武鉉政権が押し進める過去清算の一環であり、「日本帝国主義の殖民統治に協力し、わが民族を弾圧した反民族行為者が、その当時、蓄財した財産を国家の所有とすることで、正義を具現し、民族正気を打ち立てることを目的とする」（第一条、目的）とされる。

## 指摘されている問題点
2005年4月19日付朝鮮日報など韓国マスメディアでは、大韓民国憲法第13条の「遡及立法禁止の原則」（事後法）に抵触するおそれがあるのではないかと懸念され、本特別法に対して否定的な意見もある。事後法か否かの違憲審査判断は現時点ではなされていない。
2006年2月6日のKBSラジオ、2006年2月6日付朝鮮日報によると、土地回収を目的とした裁判に対してソウル高等検察庁はこの法律に基づいて裁判中止申請を行った。また、2006年3月9日付によると、法務部は不動産没収のために不動産処分の禁止を求める仮処分を申請し、受理された。
また、いくつかのメディアなどによると、2006年7月13日に盧大統領の直属調査機関である親日反民族行為者財産調査委員会が発足した。
以上の事柄から、本法律の実際の目的は親日派と認定された人物、およびその子孫が所有する財産を没収することである。ただし、没収対象となるのは日露戦争開始前から韓国独立前までの間、反民族反国家行為の対価として取得、相続もしくは故意による贈与を受けた財産に限られる。また、親日派認定を受けた本人はその多くが死亡しているため、対象となるのはほとんどの場合でその子孫などの遺産相続権利人となる。
事後法ではないか、法の不遡及の精神に反するのではないかという懸念のほか、本法律の運用は連座制、および財産権の侵害ではないかとする意見もある。

## 司法判決
2008年7月1日、第三者が親日派の子孫から取得した土地も国家に帰属すべきという初の司法判決が下された。判決は「親日反民族行為者財産の国家帰属に関する特別法」の施行日（2005年12月29日）以降に第三者の取得した権利は、善意に基づくものであっても保護されないとした。親日財産といえど、第三者が善意や正当な対価を支払って取得した権利は保護される（第3条第1項）。
2023年9月21日、韓国の大法院（最高裁）は、李海昇の子孫が所有する土地を没収しようとして韓国政府が起こした所有権移転登記訴訟について、原告敗訴判決が確定した。判決では、「第三者が善意で取得したり正当な代価を支払って取得した場合」には帰属対象から除外されるとして、当該土地は銀行が親日財産であることを知らずに競売を通じて土地を取得したため、「正当な代価を支払って取得した場合」に該当すると判断した。

## 主な内容
1. 親日反民族行為者の概念を「日帝強占下反民族行為真相糾明に関する特別法」と連携し、親日反民族行為をした者のうち乙巳条約（第二次日韓協約）・日韓併合条約など、国権を侵害した条約を締結または調印したり、これを謀議した行為をした者、朝鮮貴族、貴族院・衆議院で活動した者、中枢院副議長・参議・賛議・副賛議のように、親日の程度が大きい場合などを定め、定義する（第2条第1号）。
2. 親日財産といえど、第三者が善意や正当な対価を支払って取得した権利は保護される（第3条第1項）。
3. 親日反民族行為者の財産の調査および処理に関する事項を審議・議決するため、大統領直属下に親日反民族行為者財産調査委員会を置く（第4条）。
4. 委員会の事務を処理するために委員会に事務処を置く（第12条）。
5. 委員会の業務遂行に必要な事項を諮問するため、委員会に諮問委員会を置くことができる（第14条）。
6. 親日反民族行為者子孫による先祖の土地取り戻し、訴訟提起を防ぐために行政機関や裁判所が、親日財産と疑われうる財産に対し、委員会にその調査を依頼することができるようにする規定を置いた（第19条第2項・第3項）。
7. 委員会は調査を遂行するにあたり親日財産を管理・所有している者に対し、財産状態および関連資料の提出要求、親日反民族行為者の財産を管理・所有している者の出席要求・陳述聴取および関連国家機関・施設・団体などに対し、関連資料または文献の提出を要求することができる（第20条）。
8. 財産の国家帰属決定に対し、異議がある場合、行政審判や行政訴訟を提起することができる（第23条第2項）。
9. 「日帝強占下反民族行為真相糾明に関する特別法」と同様、委員や職員の秘密遵守義務などを規定し、これに違反した場合の処罰規定を新設（第27条）。

## 適用例
- 2007年2月15日、親日反民族行為者財産調査委員会は親日反民族行為者財産の国家帰属に関する特別法に基づいて、合計270万坪の土地を対日協力による不法利得であるとして、それらを相続した計41名から没収する手続きを開始すると発表した。
- 2007年5月2日、親日反民族行為者財産調査委員会は日韓併合条約を締結した李完用の子孫9名から154筆、約25万4906平方メートル（36億ウォン相当、日本円で約4億8000万円）の土地を没収し、韓国政府に帰属させる旨の決定を下した[11]。

## 適用状況
- 2009年2月までに77人の土地5537,460m2余り時価1350億ウォン（約98億円）相当を没収することが決定されている[12]。
- 2009年8月9日、親日反民族行為者財産調査委員会によれば、韓国政府に帰属決定がされた親日派の子孫の土地は2009年7月現在で774万4千余平方メートル（時価1571億ウォン）となっており、この中で法的な手続きが終わり、帰属が確定した土地は全体の9.5%（73万3千余平方メートル）、残りは訴訟中である[13]。